# 서울건축문화제
《서울건축문화제》（SEOUL ARCHITECTURE FESTIVAL）는 2009년에 시작된 행사로 1979년부터 매년 개최되어온 서울특별시 건축상을 중심으로 서울시 우수 개별 건축물을 발굴하고 선도적 건축문화와 기술발전 홍보 등 건축 관련 전문가들과 시민, 학생, 서울시가 함께 참여하여 소통하고 만드는 시민들의 축제이다. 2021년에는‘온앤오프 On&Off’ 주제로 오프라인으로는 노들섬에서 7개 전시프로그램을 전시하였고, 온라인을 통해 6개 시민참여 프로그램, 총 13개 프로그램으로 진행되었다. 또한 홈페이지를 통해 오프라인 전시장을 그대로 온라인으로 옮겨 놓은 온라인 VR전시를 볼 수 있다.

## 제39회서울특별시 건축상
1979년 제1회를 시작으로 올해 39회를 맞이한 ‘서울특별시 건축상’은 건축의 공공적, 예술적, 기술적 가치를 구현하며 시민 삶의 질을 향상 시킨 우수한 건축물과 공간환경을 장려하기 위한 목적으로, 서울의 건축문화와 기술발전에 기여한 건축 관계자를 시상하여 격려하는 서울시 건축분야의 최고 권위의 상이다.
| 제39회 서울특별시건축상 | 제39회 서울특별시건축상 | 제39회 서울특별시건축상                                                       | 제39회 서울특별시건축상 |
| 수상                    | 수상자                  | 건축사사무소                                                                  | 작품명                  |
| ----------------------- | ----------------------- | ----------------------------------------------------------------------------- | ----------------------- |
| 대상                    | 유종수                  | 코어건축사사무소                                                              | 서울서진학교            |
| 최우수상                | 김찬중                  | 더시스템랩건축사사무소                                                        | JTBC빌딩                |
| 최우수상                | 신성진 손경민           | 볼드아키텍츠건축사사무소                                                      | 집집마당                |
| 우수상                  | 전숙희                  | 와이즈건축사사무소                                                            | 피겨앤그라운드          |
| 우수상                  | 이충기 긴진숙           | 서울시립대학교 공명건축사사무소                                               | 인왕산 초소책방         |
| 우수상                  | 조남호 김상언 김은진    | 솔토지빈건축 SN건축                                                           | 인왕3분초 쉼터          |
| 우수상                  | 최문규                  | 연세대학교                                                                    | 연세대학교 법인본부     |
| 우수상                  | 천장환                  | 경희대학교                                                                    | 서울여담재              |
| 우수상                  | 김정임                  | 서로아키텍츠                                                                  | 양천공원 책쉼터         |
| 우수상                  | 권경은                  | 오피스경                                                                      | 마곡119안전센터         |
| 우수상                  | 김성민                  | 맵스아키텍츠건축사사무소                                                      | 레시오빌딩 트리폴리     |
| 우수상                  | 정영균 한일호 이효주    | 희림종합건축사사무소 엠에이피한터인종합건축사사무소 종합건축사사무소 명승건축 | POST TOWER 여의도       |
| 우수상                  | 이승택                  | 에스티피엠제이 건축사사무소                                                   | 이승택                  |
| 우수상                  | 조주환                  | 시아플랜건축                                                                  | 남산예장공원            |

## 제38회서울특별시 건축상
| 제38회 서울특별시건축상 | 제38회 서울특별시건축상 | 제38회 서울특별시건축상           | 제38회 서울특별시건축상                    |
| 수상                    | 수상자                  | 건축사사무소                      | 작품명                                     |
| ----------------------- | ----------------------- | --------------------------------- | ------------------------------------------ |
| 대상                    | 임재용                  | 건축사사무소오씨에이              | 클리오 사옥                                |
| 최우수상                | 김희철                  | 종합건축사사무소 건원             | 송파책박물관                               |
| 최우수상                | 임진우                  | 정림건축종합건축사사무소          | 이대서울병원 이화여자대학교 의과대학       |
| 최우수상                | 강정은                  | 건축사사무소에브리아키텍츠        | 중림창고                                   |
| 최우수상                | 박영서 이치훈 강예린    | 건축사사무소에스오에이            | 브릭웰                                     |
| 최우수상                | 이현우                  | 이집건축사사무소                  | 공항고등학교                               |
| 우수상                  | 이상대                  | 스페이스연 건축사사무소           | 역삼동 SAI. 01                             |
| 우수상                  | 윤세한                  | 해안종합건축사사무소              | 국립항공박물관                             |
| 우수상                  | 임영환                  | 디림건축사사무소                  | 세곡119안전센터                            |
| 우수상                  | 조성욱                  | 조성욱건축사사무소                | 논현781                                    |
| 우수상                  | 조진만                  | 조진만건축사사무소                | 창신 숭인 채석장 전망대                    |
| 우수상                  | 박제유                  | 제이유건축사사무소                | 서울바이오허브                             |
| 우수상                  | 강우현                  | 아키후드 건축사사무소             | 부암동 두집                                |
| 우수상                  | 강제용                  | 이데아키텍츠건축사사무소          | 어나더 빌딩                                |
| 우수상                  | 이태진                  | 공오스튜디오                      | 담연재                                     |
| 우수상                  | 이승호                  | 하다건축사사무소                  | 세로로                                     |
| 우수상                  | 박상군                  | 애이아이건축사사무소              | 맥심플랜트                                 |
| 우수상                  | 맹필수                  | 엠엠케이플러스 토포스건축사사무소 | 노들섬                                     |
| 우수상                  | 최홍종                  | 건축동인건축사사무소              | 카멜레존                                   |
| 우수상                  | 최문규                  | 연세대학교 교수                   | 서울시립대학교 100주년 기념 시민문화교육관 |